# Osmoxylon pulcherrimum
Osmoxylon pulcherrimum là một loài thực vật có hoa trong Họ Cuồng cuồng. Loài này được Vidal ex Fern.-Vill. mô tả khoa học đầu tiên năm 1880.